# Нейтронографія
Нейтроногра́фія (англ. neutronography, neutron diffraction analysis, нім. Neutronographie f) — структурно-аналітичний метод аналізу речовини на основі розшифрування дифракції теплових нейтронів на атомах зразка.

## Загальна характеристика
Ідея методу базується на тому, що нейтрон має хвильові властивості, які впливають на поширення нейтронів у кристалі: розсіяні атомарними площинами кристалу нейтронні хвилі інтерферують. Отримана при цьому інтерференційна картина несе інформацію про структуру кристалу. Нейтронографія чітко розрізняє легкі атоми, забезпечує глибоку проникність у шар речовини. Нейтронографія часто використовується в сукупності з рентгеноструктурним аналізом.